# Movimento Defesa da Língua
El Movimento Defesa da Língua (MDL, Movimiento de Defensa de la Lengua en castellano) es una organización reintegracionista cuyo objetivo la normalización y naturalización del portugués en Galicia. El MDL pretende integrar las diferentes hablas gallegas dentro de la lusofonía considerando que éste es el espacio propio de aquellas, propugnando el acercamiento lingüístico y cultural entre Galicia y Portugal.
Algunas campañas del MDL han sido:
- Respeta Galicia (Respeite a Galiza), destinada a los portugueses y brasileños para que entiendan la importancia de respetar la toponimia gallega, o de divulgación de opiniones de escritores gallegos sobre la pertenencia de las hablas gallegas a la lusofonía, exposición de libros gallegos y portugueses, etc.